# Larry Shaw (Physiker)

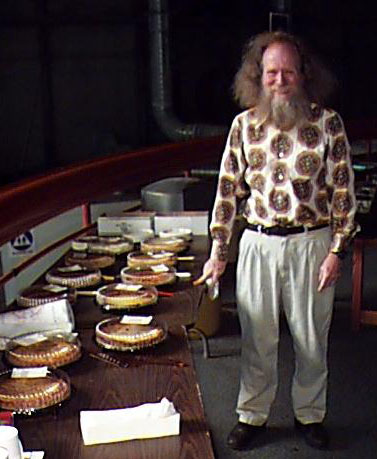
Larry Shaw, der „Begründer“ des Pi-Tags, im Exploratorium in San Francisco

Lawrence N. Shaw (* 12. August 1939 in Washington, D.C, USA; † 19. August 2017) war ein US-amerikanischer Physiker, Kurator, Künstler und Erfinder des Pi-Tags. Er arbeitete über 33 Jahre am Exploratorium, an dem er in dieser Zeit beinahe jede Funktion einmal innehatte. Er war ein wichtiges Mitglied der Kunst- und Technologie-Community und unterstützte die Organisationen in der San Francisco Bay Area.

## Werdegang
Lawrence N. Shaw ist der Sohn von Wilfred L. Shaw und Ida W. Shaw. Sein Vater arbeitete für das Landwirtschaftsministerium. Die Familie zog in die San Francisco Bay Area, als er anderthalb Jahre alt war. Dort besuchte er die Pleasant Hill High School. Im Jahr 1961 schloss er ein Physikstudium am Reed College in Portland, Oregon mit einem Bachelor of Arts ab.
Am College begegnete er Catherine Adams, die er 1963 heiratete. Aus der Ehe gingen zwei Töchter hervor: Tara, eine Sportmedizinerin, und Sara, eine Tierärztin. Larry und Catherine begingen ihren Hochzeitstag 54 Mal beim „full moon in June“ (auch Strawberry Moon) und ließen sich alle sieben Jahre mit einem „re-wedding“ wiederverheiraten, da „sich der Körper alle sieben Jahre erneuere“.
Vor seiner Tätigkeit im Exploratorium arbeitete Larry Shaw im Lawrence Livermore National Laboratory und an der University of California, Berkeley, Space Sciences Laboratory, an Stellen mit Physikbezug.

### Exploratorium
„You are the Exploratorium“, sagte der spätere Direktor zu seinem „Technischen Kurator“ Larry Shaw, als dieser 2005 nach über 33 Jahren in den Ruhestand ging.
Als er 1972 vom Gründer und Direktor Frank Oppenheimer angestellt wurde, sagte dieser, Shaw könne sich „jeden Titel aussuchen, den er möchte - außer den des Direktors“.
In der Titelgeschichte von MicroTimes vom 7. Februar 1994 sagte er über seine Rolle als technischer Kurator: „Ich habe viele Hüte auf. Grundsätzlich suche ich nach einer Technologie, die die Mission des Museums vorantreibt.“ Er entwarf und baute Exponate, arrangierte für Musik und darstellende Künste und arbeitete mit vielen der Artists in Residence zusammen, um sie technisch zu unterstützen, ihre Visionen zu erweitern und ihre manchmal wilden Ideen zu erfolgreichen Exponaten zu machen. So half er beispielsweise, sechseckige Trittsteine zu entwerfen, auf denen Besucher tanzen und Musik machen konnten. Auch versuchte er, das Erlebte der Besucher mit anderen Phänomenen wie Whistler durch elektrische Impulse in der Atmosphäre zu verbinden. Im Jahr 2001 arbeitete er mit dem Exploratorium Center for Media and Communications zusammen, um die interaktive Lernumgebung des Museums um Multimedia, Video und Telekommunikation zu erweitern. Das Exploratorium und Larry Shaw verwendeten STEAM (engl. Akronym für Science, Technics, Engineering, Arts, Mathematics; dt. Wissenschaft, Technik, Technik, Kunst, Mathematik), um den Besuchern das Verständnis der Welt zu erleichtern, lange bevor das STEAM-Kürzel (oder STEM) verwendet wurde.
„Er liebte es, Menschen dabei zu helfen, zu erkennen, dass sie fähig sind, und dass sie sich in Bereiche des menschlichen Denkens einbringen können, von denen sie dachten, dass sie für sie geschlossen waren“, sagte seine Frau. „Dafür steht auch das Exploratorium.“

### Pi-Tag
Larry Shaw, der „Prince of Pi“, erfand den Gedenktag Pi day 1988 im Exploratorium. Während eines Mitarbeiterausflugs begann er über die Geheimnisse mathematischer Konstanten zu sprechen. Shaw kam auf die Idee, die Kreiszahl Pi (3.14159…) mit dem Datum 14. März (Schreibweise in den USA 3/14) zu verknüpfen. Die Mitarbeiter nahmen die Idee an und veranstalteten eine Mini-Feier mit Kuchen. Im nächsten Jahr wurde der Gedenktag für alle im Museum gehalten und seitdem jedes Jahr, auch wenn das Museum während des Umzugs geschlossen war. Die Feier besteht aus einer Parade um 13:59 Uhr, zu der die Besucher Schilder mit der Ziffer von Pi hochhalten, einem Pi-Schrein, Kuchen (Obst und Pizza), dem Ständchen „Happy Birthday“ zu Ehren des Geburtstags von Albert Einstein und vieles mehr. Larry Shaw führte die Parade in seiner roten Mütze mit den Ziffern der Zahl Pi an. Der Pi-Tag wurde 2009 als Nationalfeiertag anerkannt und wird international gefeiert. 2015 war ein besonderes Jahr, da das Datum in dem Jahr in amerikanischer Schreibweise 3/14/15 geschrieben wurde – es war der „Pi Day of the Century“. Shaw war der Meinung, dass das Beste am Pi-Tag darin bestand, Mathematik zugänglicher und unterhaltsamer für diejenigen zu machen, die damit Probleme in der Schule hatten. Als er gefragt wurde, ob er stolz auf Ereignisse ist, die auf der ganzen Welt abgehalten werden, sagte er: „Ja und nein. Es ist nicht mein Tag, sondern der aller. Ich bin nur der Typ, der die Stange hält.“

### Kunst und Musik
Neben der Unterstützung der Artists in Residence und anderer am Exploratorium leistete Larry Shaw einen Beitrag für die Kunst- und Technologie-Community.
Er war ein Kernmitglied von YLEM: Artists Using Science & Technology. Für das 10. Jubiläum von CyberArts X und das 20. Jubiläum von YLEM war er der Verantwortliche für den Online-Aspekt der Veranstaltung. Auf der YLEM-Ausstellung im Dezember 2001 zeigte er sein Stück „SF Fog, 1967“, das „das freundliche Bild der Golden Gate Bridge, das sich in einem wirbelnden Fraktalnebel auflöst, in seiner digitalen Collage vereinte“.
Er half, Veranstaltungen im Zusammenhang mit Computergrafiken für die lokalen Institutionen von ACM SIGGRAPH, sowohl Bay Area ACM SIGGRAPH als auch später San Francisco ACM SIGGRAPH, durchzuführen. Er war auch auf internationaler Ebene in der SIGGRAPH Art Show Jury und im Ausschuss der Konferenz im Anaheim Convention Center tätig.
Larry Shaw wurde der „GodFather“ der San Francisco Robotics Society of America (SFRSA) genannt. SFRSA-Mediameister Cliff Thompson sagte 2001 in einer Hommage: „Anscheinend kaum bekannt und hinter den Kulissen tätig, war Larry im Laufe der Jahre im Engineering-Epi-Center mit tiefgreifenderen transformativen technischen, wissenschaftlichen und kulturellen Erfahrungen als jeder, den ich kenne.“
Er komponierte und spielte elektronische Musik (The Coagulation of Time) und stellte elektronische Harmonien her.
Nach seiner Pensionierung hatte er mehr Zeit, seiner künstlerischen Leidenschaft nachzugehen, seine Fotos in Abstraktionen zu verwandeln. Er arbeitete weiterhin freiwillig als Tontechniker für gemeinnützige Organisationen.

## Buddhismus
Larry Shaw und seine Frau haben buddhistische Orte auf der ganzen Welt besucht, gebetet und studiert. Er und seine Familie traten 1985 dem buddhistischen Tempel von Marin bei. Er diente mehrere Amtsperioden als Präsident. „Er war ein wahrer Bodhisattva, immer bereit und in der Lage, allen Bedürftigen zu helfen und sein Wissen und seine Einsichten zu teilen. Alle, die ihn kannten, bezeugen seine extrem gute Unterstützung, seinen ansteckenden Enthusiasmus, seine erstaunlichen Interessen, anscheinend unerschöpfliche Energie und aufrichtige, ungezwungene liebevolle Rücksicht auf alle.“